# 食藻鱂
食藻鱂為輻鰭魚綱鯉齒目鯉齒亞目鯉齒鱂科的其中一種，分布於北美洲美國加州Amargosa河流域，體長可達5公分，棲息在中底層水域，主要以藻類為食，可做為觀賞魚。

## 擴展閱讀
維基物種上的相關：食藻鱂